# S-28 (潜水艦)
|          |                                                   |
| 艦歴     |                                                   |
| 発注     |                                                   |
| 起工     | 1919年4月16日                                     |
| 進水     | 1922年9月20日                                     |
| 就役     | 1923年12月13日                                    |
| 退役     |                                                   |
| その後   | 1944年7月4日に喪失                                |
| 除籍     |                                                   |
| 性能諸元 |                                                   |
| 排水量   | 水上 854トン 水中 1,062トン                       |
| 全長     | 219 ft 3 in (66.83 m)                             |
| 全幅     | 20 ft 8 in (6.30 m)                               |
| 吃水     | 15 ft 11 in (4.85 m)                              |
| 機関     |                                                   |
| 最大速   | 水上14.5ノット (26.9 km/h) 水中11ノット (20 km/h) |
| 乗員     | 士官、兵員42名                                    |
| 兵装     | 4インチ砲1門 21インチ魚雷発射管4門                |

S-28 (USS S-28, SS-133) は、アメリカ海軍の潜水艦。S級潜水艦の1隻。

## 艦歴
S-28は1919年4月16日にマサチューセッツ州クインシーのベスレヘム造船株式会社で起工した。1922年9月20日にウィリアム・R・モンロー夫人によって命名、進水し、1923年12月13日に艦長ケンプ・C・クリスチャン大尉の指揮下就役した。
ニューイングランド南部での整調後訓練を終えると、S-28は1924年3月に南方へ移動し、第11潜水戦隊 (SubDiv 11) に加わる。その冬の最後の艦隊演習はカリブ海で行われた。4月にコネチカット州ニューロンドンに戻り、同年末まで部隊と共に沿岸での訓練に従事した。1925年の冬、再び南方へ移動しパナマ運河を通過、演習 Fleet Problem V に参加しグアダルーペ島で活動する。その後ハワイ諸島に到着し一ヶ月を過ごす。6月にカリフォルニア州サンディエゴへ移動し、同地でアジア艦隊に配属された。
S-28は1931年まで南カリフォルニアで艦隊演習に従事する。1926年と29年はパナマ運河地帯で活動し、1927年、30年の夏はハワイ海域で活動した。期間を通じて定期的にメア・アイランド海軍造船所においてオーバーホールが行われた。
1931年2月半ばに西海岸を出航、ハワイへ向かい、2月23日に真珠湾に到着、同地で S-28は8年半を過ごす。1939年半ばに再びサンディエゴに帰還し、同地を拠点としている間にアメリカ合衆国は第二次世界大戦に参加した。
真珠湾攻撃当日の1941年12月7日、第41潜水戦隊に所属していた S-28はメア・アイランドでオーバーホールの途中であった。1942年1月22日に作業は完了し、S-28はサンディエゴに帰還、水中音響訓練学校での訓練任務を再開した。S-28はその任務を春まで続け、その後アリューシャン列島への派遣を命じられる。アラスカの島々の防衛力強化の一端を担うこととなった。
5月20日に S-28は部隊の他の艦と共にサンディエゴを出航した。5日後、艦隊はワシントン州ポートアンジェルスで水雷訓練を行い、その後ダッチハーバーに新設された潜水艦基地へ向かった。しかしながら5月29日、Sボートはダッチハーバーを回避して直接ステーションに向かう様指示された。
6月1日の朝、左舷主モーターから出火し小規模の損傷を受ける。同夜 S-28は姉妹艦および護衛艦と合流し、翌日指定された哨戒海域に到着、アラスカ半島先端のコールド・ベイ入り口を偵察する。6月3日、日本軍はダッチハーバーを爆撃しアリューシャン列島での戦闘が始まる。一週間以内に日本軍はキスカ島とアッツ島を占領した。6月12日、S-28はダッチハーバーに到着し、給油および糧食補給後西方に向けて哨戒を再開した。
6月15日、 S-28は日付変更線を横断した。2日間の嵐の後、キスカ島を観測し同島とアッツ島間の敵船団航路で待機した。18日に S-28 は敵艦に対して最初の攻撃を行う。敵駆逐艦は反撃し、8時間後、探索音は南へと消えていった。S-28は日本軍の対潜水艦戦術と遭遇して初めて切り抜けた。
間もなく天候は悪化し、S-28がステーションに留まる時間の大半を嵐が吹き荒れた。6月28日、ダッチハーバーに係留され修理が始められた。7月15日、再びキスカ島に向けて出航する。18日にセミソポクノイ島を踏査し、続いてセグラ島に向かう。日本軍の痕跡は発見できず、西への巡航を続けた。7月20日に S-28 は、22日の日の出前にシリウス・ポイントから85マイルの円弧上でステーション艦として停泊することを命じられる。22日にはキスカ島の敵施設に対して砲撃が行われる予定であった。砲撃は遅れ、S-28は7月30日まで停泊を続け、その後キスカ島海域へ戻ることを命じられた。哨戒の後半は敵目標に対して接近することもできず、8月18日にダッチハーバーに帰還した。
第3の哨戒は9月16日から10月10日にかけて行われた。S-28はキスカ島海域に戻り、島の北方で10月25日まで活動する。その後ベガ湾のガートルード港に敵の進出を確認し、S-28は島の南岸へ移動する。10月6日から7日にかけての晩にウナラスカ島の方に移動し、10月10日の朝、未確認船に対して雷撃準備を行う間に、火器管制回路の故障で1番発射管で暴発を起こした。
その日の午後、 S-28はダッチハーバーに戻り、続いて帰路に就いた。10月23日にサンディエゴに到着し、10月26日から11月13日まで西海岸音響学校および揚陸部隊訓練グループの支援を行う。続いてオーバーホールに入り、S-28は音響測定器、クラインシュミット蒸留装置、SJレーダーが装備された。12月9日に再び北に向けて出航する。12月16日、無線で第8.5任務群に報告を行い、12月21日にダッチハーバーに戻った。
6日後、S-28は第4の哨戒に出撃した。1943年1月3日に日付変更線を横断し、1月5日に哨戒海域の千島列島北方に入る。幌筵島の沿岸を下ってオンネコタン海峡を哨戒し、続いて再び北に向かい、1月20日に占守島を通過、アリューシャン列島に向かった。
第5の哨戒は2月6日から28日にかけて行われ、S-28はアリューシャン列島西方に留まり、アッツ島、ブルディア島、シリウス・ポイントで哨戒を行い、アッツ島沿岸、ホルツ湾沖、チチャゴフ湾、サラナ湾沖でも行った。しかしながら悪天候および低速によって S-28は目立った戦果を挙げることはなかった。
S-28はダッチハーバーに帰還すると、南方への派遣を命じられる。3月4日にブリティッシュコロンビアのエスクワイモルトに向けて出航し、同地で3月15日から4月15日まで音響試験およびカナダ海軍、空軍と共に対潜演習を行った。その後ピュージェット・サウンド海軍工廠においてオーバーホールと上部構造の改良が行われた。6月27日、S-28はアラスカに戻り、7月13日にダッチハーバーを出航、北千島列島での第6の哨戒に向かった。
S-28は再び幌筵島沖を哨戒し、同島の北方および南方の海峡を巡航する。しかしながら悪天候および旧式の装備、機械的な故障によって哨戒は難航した。8月14日に S-28は東へ向かい、8月16日にアッツ島のマッサカー湾に停泊、修理を始めた。
ダッチハーバーからの必要な補修部品の到着は遅れ、S-28の任務復帰は遅れることとなった。しかしながら9月8日にS-28は出航し、北千島列島へ向かった。9月13日に哨戒海域に到着する。9月15日に左舷主電動機から火花と煙が生じ、修理に14時間を費やす。9月16日、Mushiru 海峡を通過し、9月19日の午後に阿頼度島沖で護衛のない貨物船と遭遇する。S-28の魚雷は外れ、数分後に貨物船は転回し2発の爆雷を投下、10分間の攻撃を行った。敵艦は同海域を1時間ほど探索し、その後離脱した。
S-28は魚雷を装填し、哨戒を継続した。19:16に護衛のない別の敵艦と接触する。19:43に4発の魚雷を放射状に発射する。19:44にそのうちの2発が爆発した。標的は30度傾斜し、19:46に艦首を先にし、艦尾が垂直になって沈没した。沈没後水面下で5回の激しい爆発が生じた。
10月に入ると S-28は阿頼度島北方、カムチャツカ半島沖で探索を行った。10月5日にオンネコタン海峡を通過し、千島列島の太平洋側で哨戒を継続する。しかしながら10月10日に乗組員の1人が重度の盲腸炎となる。S-28は予定を変更してアッツ島に向かった。
10月13日、S-28はアッツ島に停泊した。翌日アラスカ州のダッチハーバーに向けて出航する。11月にハワイに向けて出航し月の半ば頃真珠湾に到着、オーバーホール後訓練任務に就く。続く7ヶ月に渡ってハワイ海域に留まり、訓練任務に従事した。その後1944年7月3日に沿岸警備隊のカッター、レライアンス (USCGC Reliance, WSC-150) と共にオアフ島沖で訓練を始める。対潜水艦戦訓練は翌日も続き、17:30にその日の最後の訓練が始まった。2隻の間の通信は散発的になり、18:20の通信が最後となる。その後、S-28への通信の試みは全て失敗した。
救援が真珠湾から到着したが、徹底的な探索にもかかわらずS-28を発見することはできなかった。2日後、ディーゼルエンジンの潤滑油が浮かび上がったが、同海域の深さは大きく、使用可能な設備が存在しなかった。調査委員会は S-28喪失の原因を断定することはできなかった。
S-28は第二次世界大戦中の戦功で1個の従軍星章を受章した。

### 残骸の発見
2017年9月20日、ティム・テイラー（Tim Taylor）が、STEP Venturesの協力の下、オアフ島沖2600メートルの海底でS-28の残骸を発見した。艦首が分離していたことから、何らかの原因により艦首が脱落し、破壊・沈没に至ったとみられる。事故の原因については誤爆の可能性が考えられるが断定はされていない。